# Janik Bastien-Charlebois
Janik Bastien-Charlebois é uma socióloga canadense, professora catedrática e defensora dos direitos intersexuais. Ela leciona na Universidade do Quebec em Montreal, e suas áreas de estudo incluem democracia cultural, testemunho, epistemologia, homofobia e feminismo.

## Vida pessoal e ativismo
Em uma entrevista ao Montreal Gazette e ao Être, Bastien-Charlebois descreve a "normalização" médica de seu corpo aos 17 anos como um processo de desapropriação. O seu ativismo começou lentamente após um encontro com Curtis Hinkle, o fundador da Organização Internacional de Intersexuais, em Montreal, no ano de 2005. Ela participou do segundo e terceiro Fóruns Internacionais Intersexuais.

## Carreira
Janik Bastien-Charlebois é professora do Departamento de Sociologia da Universidade do Quebec em Montreal, onde trabalha em grupos de pesquisa sobre "Culturas Testemunhas", homofobia,  e no Instituto de Pesquisa em Estudos Feministas. Durante 2014 e 2015, Bastien-Charlebois foi pesquisadora visitante no Centro de Estudos Transdisciplinares de Gênero (Zentrum für transdisziplinäre Geschlechterstudien), Universidade Humboldt de Berlim.
Seu livro, La virilité en jeu (A masculinidade em jogo), examina a inevitabilidade dos comportamentos homofóbicos dos meninos por meio de entrevistas com adolescentes. Bastien-Charlebois contesta argumentos centrados na natureza humana e na formação da identidade masculina, sugerindo, em vez disso, que a heterossexualidade é construída socialmente.
Em trabalhos recentes, Bastien-Charlebois critica o tratamento médico das vozes intersexuais.
Bastien-Charlebois fala internacionalmente, e foi entrevistada pelo Montreal Gazette, Le Nouvelliste, Le Devoir e Être.

## Obras publicadas

### Livro
- Bastien-Charlebois, Janik (2011). La virilité en jeu (em francês). [S.l.]: Editions du Septentrion. ISBN 9782894486658

### Artigos científicos
- Bastien Charlebois, Janik (dezembro de 2017). «Les sujets intersexes peuvent-ils (se) penser ?. Les empiétements de l'injustice épistémique sur le processus de subjectivation politique des personnes intersex(ué)es». Socio. La nouvelle revue des sciences sociales (em francês) (9): 143–162. ISSN 2266-3134. doi:10.4000/socio.2945
- Bastien-Charlebois, Janik (2014). «Femmes intersexes: Sujet politique extrême du féminisme (Intersex Women, Feminism's Extreme Political Subject)». Recherches féministes (em francês). 27 (1). 237 páginas. ISSN 0838-4479. doi:10.7202/1025425ar. Consultado em 5 de setembro de 2016
- Bastien-Charlebois, Janik (2011). «Au-delà de la phobie de l'homo : quand le concept d'homophobie porte ombrage à la lutte contre l'hétérosexisme et l'hétéronormativité». Reflets: Revue d'intervention sociale et communautaire (em francês). 17 (1): 112–149. ISSN 1203-4576. doi:10.7202/1005235ar. Consultado em 5 de setembro de 2016

### Editoriais
- Bastien-Charlebois, Janik (24 de outubro de 2016). «How medical discourse dehumanizes intersex people». Intersex Day (em inglês). Consultado em 19 de outubro de 2024
- Bastien-Charlebois, Janik (2 de setembro de 2016). «De la lourdeur d'écrire un article universitaire sur les enjeux intersexes lorsqu'on est soi-même intersexe» (em francês). Observatoire des transidentités. Consultado em 19 de outubro de 2024. Arquivado do original em 14 de agosto de 2017
- Bastien-Charlebois, Janik (outubro de 2015). «Sanctioned sex/ualities: The medical treatment of intersex bodies and voices». International Lesbian, Gay, Bisexual, Trans and Intersex Association (em francês). Consultado em 19 de outubro de 2024. Cópia arquivada em 11 de outubro de 2016
- Bastien-Charlebois, Janik (9 de agosto de 2015). «My coming out: The lingering intersex taboo». Montreal Gazette (em inglês). Consultado em 19 de outubro de 2024